# نيوبي (أسطورة)

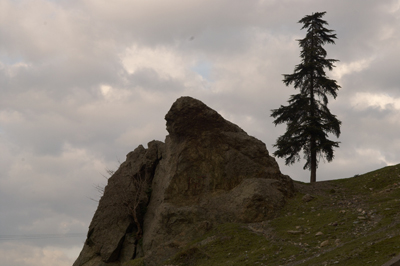
الصخرة على جبل سيبيلوس والتي تمثل نيوبي

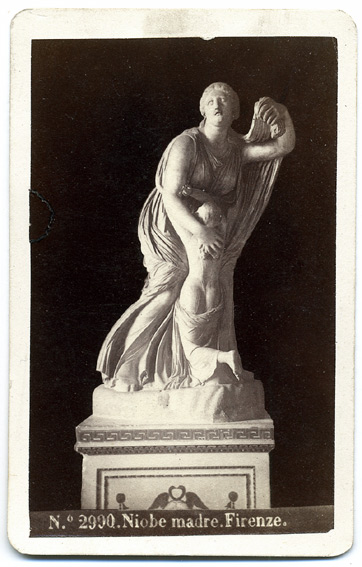
نيوبي الأم لجورجيو سومر

نيوبي هي ابنة تانتالوس ملك فريجيا وأخت بيلوبس ملك البيلوبونيز وزوجة أمفيون الطيبي وكان لديها سبعة أبناء وسبع بنات وكانت تفخر بجمالهم وسخرت من ليتو لأن لديها ابنا واحدا هو أبولو وابنة واحدة هي آرتميس فاستفزهم هذا وانتقموا من نيوبي بأن قتلوا أبناءها (قتل أبولو الأبناء وقتلت أرتميس البنات) وظلت جثثهم غير مدفونة لتسعة أيام ثم دفنتهم الآلهة، وعادت نيوبي إلى وطنها وظلت تبكى حتى حولها إلى حجر حيث تبكي على خسارتها للأبد. وهو ما تحدث عنه هوميروس في الإلياذة وكذلك أبولودوروس وأوفيد. وتتعدد القصص حول عدد وأسماء أطفالها وكذلك زمن وسبب الوفاة
و هناك نسخه أخرى تقول ان اولادها ال 14 لم يموتو جمعيا. فهناك «اميكلاس» واحده من الفتيات قد ايقتن ان امها قد اخطأت وان العقاب سوف يكون وخيم، لذا فانها قد صلت للاله ليتو، وعندما وصلت ارتميس لكي تقتلها وجدتها في المعبد تصلي، فتركتها في حالها، وهناك أيضا «ميليبويا» أحد الأبناء الذي سار على نفس النهج، ولم يتم معاقبته هو أيضا.
ان هذه الارقام مثل ان يموتو ال 14 أو ال 12 تشير إلى عده اشياء، فمثلا الرقم 14 يشير إلى الوقت الذي اختفى فيه التايتنز، والرقم 12 هي روزنامه الشهور التي كانت في عهد زيوس ولكنه منعها وانشأ واحده جديده.
الحجر الذي يمثل نيوبي هو من الحجر الجيري وموجود في جبل سيبيلوس غرب تركيا (بالتركية: Spil Dağı)‏ وهو يشبه شكل امرأة وهو يصب من مسام في الصخر مما نسج عنه هذه الأسطورة. وتكلم عنه باوسانياس وكوينتوس سميمايوس.
وفقا لبعض الباحثين فإن نيوبي هي إلهة الثلج والشتاء وأن أولادها الثلج والجليد قتلوا من قبل أبولو وأرتميس أي أنهم يذوبون من الشمس في الربيع، ووفقا لأخرى كانت إلهة الأرض وأبناؤها هم نتاج الأرض من خضر وفواكه حيث تجف ويأتيها الصيف.
ويرى بورمايستر أن الأسطورة تمثل الصراع بين أتباع ديونيسوس وأتباع أبولو وهزم الديونيسيون وطردوا إلى ليديا. والقصة تتشابه مع قصة لاميا التي ذهبت إلى كهف واختبأت فيه بعد أن قتل زيوس أولادها وأصبحت تقتل أولاد الآخرين.
الصخرة وقصة نيوبي أعطت بعدا أخلاقيا استمد منه الكتاب التراجيديون حول ما يصيب سعادة الإنسان من خلل، حيث أصبحت نيوبي مثال الطبيعة البشرية والمسؤولة عن الكبرياء عند الازدهار ونسيان احترام وطاعة الآلهة.
كانت القصة موضوعا مفضلا في الأدب والفن، فنجد أيسخيلوس وسوفوكليس تكبوا تراجيديات عنها وأوفيد يصفها بشكل مطول، وفي الفن هناك مجموعة من التماثيل الرخامية لنيوبي وأولادها موجودة في روما في معبد أبولو، وهي على الأغلب تقليد روماني لعمل عثر عليه عام 1583 قرب لاتيران وهو الآن موجود في متحف أوفيزي في فلورنسا، ومن المشكوك أنه ربما العمل الأصلي كان لبراكسيتيليس أو سكوباس.